# カイマナ県
カイマナ県（カイマナけん、インドネシア語: Kabupaten Kaimana）はインドネシア西パプア州の県。県都はカイマナ。